# Memorial Van Damme 2006
De Memorial Van Damme 2006 was een atletiektoernooi dat op 25 augustus 2006 plaatsvond. Het was de 30e editie van de Memorial Van Damme. Deze wedstrijd, onderdeel van de Golden League, werd gehouden in het Koning Boudewijnstadion in Brussel.

## Uitslagen

### Mannen

#### 100 m
| rang   | atleet         | land | tijd    |
| ------ | -------------- | ---- | ------- |
| Goud   | Asafa Powell   | JAM  | 9,99 s  |
| Zilver | Marcus Brunson | USA  | 10,06 s |
| Brons  | Leonard Scott  | USA  | 10,11 s |

Asafa Powell, op dat moment wereldrecordhouder, slaagde er niet in dit te verbeteren.
Powell kwam als traagste uit de startblokken, maar snelde daarna iedereen nog voorbij.

#### 200 m
| rang   | atleet           | land | tijd         |
| ------ | ---------------- | ---- | ------------ |
| Goud   | Tyson Gay        | USA  | 19,79 s (MR) |
| Zilver | Xavier Carter    | USA  | 19,97 s      |
| Brons  | Wallace Spearmon | USA  | 20,02 s      |

De 19,79 s van Tyson Gay was de rapste 200 m ooit op de Memorial. Kristof Beyens liep in de achtergrond naar de zevende plaats, de snelste tijd van zijn seizoen.

#### 400 m
| rang   | atleet          | land | tijd    |
| ------ | --------------- | ---- | ------- |
| Goud   | Jeremy Wariner  | USA  | 44,29 s |
| Zilver | Gary Kikaya     | COD  | 44,62 s |
| Brons  | LaShawn Merritt | USA  | 44,74 s |

Jeremy Wariner, die van zichzelf zegt dat hij het wereldrecord kan verbeteren, won de 400 meter op autoritaire manier. De 400 m werd uitgesteld door een elektriciteitspanne.

#### 1500 m
| rang   | atleet           | land | tijd         |
| ------ | ---------------- | ---- | ------------ |
| Goud   | Mehdi Baala      | FRA  | 3.32,01 (SB) |
| Zilver | Alex Kipchirchir | KEN  | 3.32,13      |
| Brons  | Shedrack Korir   | KEN  | 3.32,41      |

#### 3000 m steeple
| rang   | atleet              | land | tijd         |
| ------ | ------------------- | ---- | ------------ |
| Goud   | Saif Saaeed Shaheen | QAT  | 8.04,32      |
| Zilver | Richard Mateelong   | KEN  | 8.08,98      |
| Brons  | Bouabdellah Tahri   | FRA  | 8.09,53 (ER) |

Saif Saaeed Shaheen heeft de fans in het Koning Boudewijnstadion niet op een gratis glas bier kunnen trakteren.
Een sponsor had dat beloofd als hij een wereldrecord zou lopen op deze afstand.

#### 5000 m
| rang   | atleet          | land | tijd          |
| ------ | --------------- | ---- | ------------- |
| Goud   | Kenenisa Bekele | ETH  | 12.48,09 (WL) |
| Zilver | Eliud Kipchoge  | KEN  | 13.01,88      |
| Brons  | Hicham Bellani  | MAR  | 13.03,13      |

Kenenisa Bekele wilde op deze afstand een wereldrecord lopen, maar slaagde niet in zijn opzet. Wel behaalde hij een beste wereldjaarprestatie.

#### 10.000 m
| rang   | atleet          | land | tijd          |
| ------ | --------------- | ---- | ------------- |
| Goud   | Micah Kogo      | KEN  | 26.35,63 (WL) |
| Zilver | Zersenay Tadese | ERI  | 26.37,25 (NR) |
| Brons  | Boniface Kiprop | UGA  | 26.41,95 (SB) |

Micah Kogo (20 jaar) won het eerste nummer met de snelste tijd dit jaar, de tweede snelste uit de geschiedenis. Het wereldrecord op de 10.000 m staat op naam van Kenenisa Bekele: 26.17,53.

#### 4 x 800 m
| rang   | land    | tijd         |
| ------ | ------- | ------------ |
| Goud   | KEN     | 7.02,43 (WR) |
| Zilver | USA     | 7.02,82 (AR) |
| Brons  | Benelux | 7.06,12      |

#### speerwerpen
| rang   | atleet              | land | afstand |
| ------ | ------------------- | ---- | ------- |
| Goud   | Andreas Thorkildsen | NOR  | 86,97 m |
| Zilver | Tero Pitkämäki      | FIN  | 85,91 m |
| Brons  | Ēriks Rags          | LAT  | 81,26 m |

#### verspringen
| rang   | atleet                       | land | afstand |
| ------ | ---------------------------- | ---- | ------- |
| Goud   | Irving Saladino              | PAN  | 8,31 m  |
| Zilver | Louis Tsatomas               | GRE  | 8,15 m  |
| Brons  | Al-Kwuhalidi, Mohamed Salman | KSA  | 8,12 m  |

#### 1000 m(<23 jr.)
| rang   | atleet            | land | tijd    |
| ------ | ----------------- | ---- | ------- |
| Goud   | Christian Smith   | USA  | 2.24,25 |
| Zilver | Alvaro Rodriguez  | ESP  | 2.24,41 |
| Brons  | Francisco Espagna | ESP  | 2.25,17 |

### Vrouwen

#### 100 m
| rang   | atleet          | land | tijd    |
| ------ | --------------- | ---- | ------- |
| Goud   | Sherone Simpson | JAM  | 10,95 s |
| Zilver | Me'Lisa Barber  | USA  | 11,10 s |
| Brons  | Stephanie Durst | USA  | 11,18 s |

Sherone Simpson liep voor de tiende keer onder de elf seconden.

#### 200 m
| rang   | atleet             | land | tijd    |
| ------ | ------------------ | ---- | ------- |
| Goud   | Kim Gevaert        | BEL  | 22,68 s |
| Zilver | Debbie Ferguson    | BAH  | 22,93 s |
| Brons  | Joelia Goesjtsjina | RUS  | 23,24 s |

Kim Gevaert kwam het snelste uit de bocht en spurtte onbedreigd naar winst. Ze liep dezelfde tijd als toen ze goud won op het EK in Göteborg.

#### 400 m
| rang   | atleet           | land | tijd    |
| ------ | ---------------- | ---- | ------- |
| Goud   | Sanya Richards   | USA  | 50,02 s |
| Zilver | Novlene Williams | JAM  | 51,02 s |
| Brons  | Vanja Stambolova | BUL  | 51,13 s |

#### 800 m
| rang   | atleet           | land | tijd    |
| ------ | ---------------- | ---- | ------- |
| Goud   | Hasna Benhassi   | MAR  | 1.59,06 |
| Zilver | Janeth Jepkosgei | KEN  | 1.59,65 |
| Brons  | Rebecca Lyne     | GBR  | 1.59,73 |

#### 5000 m
| rang   | atleet          | land | tijd          |
| ------ | --------------- | ---- | ------------- |
| Goud   | Tirunesh Dibaba | ETH  | 14.30,63      |
| Zilver | Meseret Defar   | ETH  | 14.33,68      |
| Brons  | Jo Pavey        | GBR  | 14.39,96 (ER) |

Tirunesh Dibaba opende, samen met WR-houdster Meseret Defar, heel rap op de 5000 m. Even leek er zelfs een wereldrecord in de maak. Het tempo zakte daarna, maar Dibaba schudde Defar nog af.

#### 100 m horden
| rang   | atleet                 | land | tijd    |
| ------ | ---------------------- | ---- | ------- |
| Goud   | Michelle Perry         | USA  | 12,55 s |
| Zilver | Brigitte Foster-Hylton | JAM  | 12,71 s |
| Brons  | Lolo Jones             | USA  | 12,71 s |

#### polsstokhoogspringen
| rang   | atleet            | land | hoogte |
| ------ | ----------------- | ---- | ------ |
| Goud   | Jelena Isinbajeva | RUS  | 4,81 m |
| Zilver | Fabiana Murer     | BRA  | 4,66 m |
| Brons  | Monika Pyrek      | POL  | 4,66 m |

Jelena Isinbajeva probeerde nog een wereldrecord te behalen, maar faalde drie keer op 5,03 m.

#### hoogspringen
| rang   | atleet          | land | hoogte |
| ------ | --------------- | ---- | ------ |
| Goud   | Tia Hellebaut   | BEL  | 1,98 m |
| Zilver | Venelina Veneva | BUL  | 1,98 m |
| Brons  | Kajsa Bergqvist | SWE  | 1,98 m |

Europees kampioene hoogspringen Tia Hellebaut won voor het eerst in haar carrière een Golden League-meeting. Het podium in Brussel was trouwens hetzelfde als op het EK. Hellebaut won van Venelina Veneva en Kajsa Bergqvist, omdat ze foutloos was tot de 1,98 m.

#### 100 m voor Afrika (VRT Cup)
| rang   | atleet                  | land | tijd    |
| ------ | ----------------------- | ---- | ------- |
| Goud   | Evy Gruyaert            | BEL  | 16,20 s |
| Zilver | Patricia Goemaere       | BEL  | 16,45 s |
| Brons  | Saartje Vandendriessche | BEL  | 16,66 s |

## Legenda
- AR = Werelddeelrecord (Area Record)
- MR = Evenementsrecord (Meeting Record)
- SB = Beste persoonlijke seizoensprestatie (Seasonal Best)
- PB = Persoonlijk record (Personal Best)
- NR = Nationaal record (National Record)
- ER = Europees record (European Record)
- WL = 's Werelds beste seizoensprestatie (World Leading)
- WJ = Wereld juniorenrecord (World Junior Record)
- WR = Wereldrecord (World Record)

1977 · 
1978 · 
1979 · 
1980 · 
1981 · 
1982 · 
1983 · 
1984 · 
1985 · 
1986 · 
1987 · 
1988 · 
1989 · 
1990 · 
1991 · 
1992 · 
1993 · 
1994 · 
1995 · 
1996 · 
1997 · 
1998 · 
1999 · 
2000 · 
2001 · 
2002 · 
2003 · 
2004 · 
2005 · 
2006 · 
2007 · 
2008 · 
2009 · 
2010 · 
2011 ·
2012 ·
2013 ·
2014 ·
2015 ·
2016 ·
2017 ·
2018 ·
2019 .
2020 .
2021 .
2022 .
2023 .
2024 .
2025